# 浮世繪 (新垣結衣單曲)
《浮世繪》（うつし絵）是日本女歌手新垣結衣，於2009年5月7日所推出的第四張單曲碟。

## 收錄歌曲
1. 浮世繪（うつし絵）－ 日本電視台電視劇「愛與寬恕」插曲
  - 作詞：岩里祐穂　作曲：クボケンジ
2. 無法言喻「喜歡」（言えない「スキ」）
  - 作詞：新垣結衣　作曲：川江美奈子
3. 蜂蜜
  - 作詞：岩里祐穂　作曲：島本道太郎・村山☆潤
4. 浮世繪 （清唱版）
  - 作詞：岩里祐穂　作曲：クボケンジ
5. 浮世繪 （instrumental）
  - 作詞：岩里祐穂　作曲：クボケンジ

## 外部連結
- 官方網站（初回限定版） （页面存档备份，存于）
- 官方網站（通常版） （页面存档备份，存于）
- 官方網站（藤城清冶設計·jacket完全生產限定版） （页面存档备份，存于）